# Finale della AFC Champions League 2020
La finale della 39ª edizione della AFC Champions League, (18ª con attuale nome) si è disputata sabato 19 dicembre 2020 allo stadio Al-Janoub di Al Wakrah, in Qatar, tra gli iraniani del Persepolis e i sudcoreani del Ulsan HD.
Il trofeo è stato vinto dall'Ulsan Hyundai, al secondo successo nella competizione e qualificatosi alla Coppa del mondo per club FIFA 2020 che si disputerà in Qatar.

## Le squadre
| Squadre    | Partecipazioni precedenti (il grassetto indica la vittoria) |
| ---------- | ----------------------------------------------------------- |
| Persepolis | 1 (2018)                                                    |
| Ulsan HD   | 1 (2012)                                                    |

## Sede
Il 16 ottobre 2020 viene scelta come sede della finale Doha in Qatar. Per la prima volta la finale viene giocata a gara nel Al Janoub Stadium.

## Il cammino verso la finale
Il Persepolis è inserito nel gruppo C con i qatarioti del Lekhwiya, con gli emiratini Sharjah e con i sauditi del Al-Taawoun. Con dieci punti, frutto di tre vittorie, un pari e due sconfitte, si qualificano agli ottavi classificandosi primi nel girone. Al turno successivo battono i qatarioti dell'Al-Sadd per 1-0. Ai quarti di finale sconfiggono per 2-0 gli uzbeki del Pakhtakor. In semifinale sconfiggono i sauditi dell'Al-Nassr 5-3 ai rigori, dopo che la partita era finita 1-1 ai tempi supplementari. Tornano a disputare una finale dopo 2 anni.
L'Ulsan HD viene inserito nel gruppo F con i giapponesi del FC Tokyo, con i cinesi del Shanghai Shenhua e con gli australiani del Perth Glory. Con sedici punti, frutto di cinque vittorie ed  un pareggio si qualificano agli ottavi classificandosi primi nel girone. Al turno successivo sconfiggono 3-0 gli australiani del Melbourne Victory. Ai quarti di finale battono i cinesi del Beijing Guoan per 2-0. In semifinale sconfiggono i giapponesi del Vissel Kobe per 2-1 dopo i tempi supplementari.
Note: In ogni risultato sottostante, il punteggio della finalista è menzionato per primo.
| Squadra    | P  | G | V | N | P | GF | GS | DR |
| ---------- | -- | - | - | - | - | -- | -- | -- |
| Persepolis | 10 | 6 | 3 | 1 | 2 | 8  | 5  | +3 |
| Al-Taawoun | 9  | 6 | 3 | 0 | 3 | 4  | 8  | -4 |
| Al-Duhail  | 9  | 6 | 3 | 0 | 3 | 7  | 8  | -1 |
| Sharjah    | 7  | 6 | 2 | 1 | 3 | 13 | 11 | +2 |

| Squadra          | P  | G | V | N | P | GF | GS | DR |
| ---------------- | -- | - | - | - | - | -- | -- | -- |
| Ulsan Hyundai    | 16 | 6 | 5 | 1 | 0 | 14 | 5  | +9 |
| FC Tokyo         | 10 | 6 | 3 | 1 | 2 | 6  | 5  | +1 |
| Shanghai Shenhua | 7  | 6 | 2 | 1 | 3 | 9  | 13 | -4 |
| Perth Glory      | 1  | 6 | 0 | 1 | 5 | 5  | 11 | -6 |

## Tabellino
| Arbitro: | Al-Jassim |

|          |           |                   |
| Abdi 45’ | Marcatori | 45+4’, 55’ Júnior |

| Persepolis | Ulsan Hyundai |

| P                  | 81 | Hamed Lak              |  |     |
| D                  | 17 | Mehdi Shiri            |  | 74’ |
| D                  | 6  | Hossein Kanaanizadegan |  |     |
| D                  | 4  | Jalal Hosseini (c)     |  |     |
| D                  | 77 | Saeid Aghaei           |  |     |
| C                  | 66 | Milad Sarlak           |  |     |
| C                  | 8  | Ahmad Nourollahi       |  |     |
| C                  | 88 | Siamak Nemati          |  |     |
| C                  | 5  | Bashar Resan           |  |     |
| A                  | 2  | Omid Alishah           |  | 90’ |
| A                  | 16 | Mehdi Abdi             |  |     |
| A disposizione:    |    |                        |  |     |
| P                  | 34 | Amir Mohammad Yousefi  |  |     |
| P                  | 22 | Božidar Radošević      |  |     |
| D                  | 15 | Mohammad Ansari        |  |     |
| D                  | 38 | Ehsan Hosseini         |  |     |
| C                  | 11 | Kamal Kamyabinia       |  |     |
| C                  | 23 | Ali Shojaei            |  | 90’ |
| C                  | 26 | Saeid Hosseinpour      |  |     |
| A                  | 25 | Aria Barzegar          |  |     |
| A                  | 36 | Arman Ramezani         |  | 90’ |
| Allenatore:        |    |                        |  |     |
| Yahya Golmohammadi |    |                        |  |     |

| P               | 1  | Jo Su-huk       |     |       |
| D               | 23 | Kim Tae-hwan    |     |       |
| D               | 44 | Kim Kee-hee     |     |       |
| D               | 4  | Dave Bulthuis   | 79’ |       |
| D               | 6  | Park Joo-ho     |     | 72’   |
| C               | 16 | Won Du-jae      |     |       |
| C               | 72 | Lee Chung-yong  |     | 72’   |
| C               | 10 | Yoon Bit-garam  |     |       |
| C               | 8  | Sin Jin-ho (c)  |     | 83’   |
| C               | 7  | Kim In-sung     |     | 90+1’ |
| A               | 9  | Júnior Negrão   | 82’ | 83’   |
| A disposizione: |    |                 |     |       |
| P               | 25 | Seo Ju-hwan     |     |       |
| D               | 2  | Jeong Dong-ho   |     |       |
| D               | 15 | Jung Seung-hyun |     | 83’   |
| D               | 66 | Seol Young-woo  |     | 90+1’ |
| D               | 77 | Hong Chul       |     | 72’   |
| C               | 22 | Koh Myong-jin   |     |       |
| C               | 17 | Kim Sung-joon   |     |       |
| C               | 98 | Lee Sang-heon   |     |       |
| A               | 11 | Lee Keun-ho     |     | 72’   |
| A               | 19 | Bjørn Johnsen   |     | 83’   |
| Allenatore:     |    |                 |     |       |
| Kim Do-hoon     |    |                 |     |       |